# دنور (ایلینوی)
دنور (به انگلیسی: Denver) یک منطقهٔ مسکونی در ایالات متحده آمریکا است که در ایلینوی واقع شده‌است.